# Miki Nagasawa
Miki Nagasawa (長沢 美樹 Nagasawa Miki?) es una seiyū nacida el 11 de julio de 1970 en Hokkaidō y que creció en Fukushima. Inicialmente afiliada con Haikyo, ahora ella trabaja con Atomic Monkey.

## Roles Interpretados

### Anime
- After War Gundam X como Perla Ciss.
- Akihabara Dennou Gumi como Kamome Sengakuji.
- Boys Be como Yumi Kazama.
- Claymore como Helen.
- Cowboy Bebop como Judy.
- Death Note como Wedy.
- Detective Conan como Yoko Okino.
- éX-Driver como Lisa.
- Gate Keepers como Keiko Ochiai.
- Love Hina como Tsuruko Aoyama.
- Martian Successor Nadesico como Izumi Maki.
- Macross 7 como Jessica.
- Naruto como Toki.
- Neon Genesis Evangelion como Maya Ibuki.
- Princess Nine como Hayakawa Ryo.
- Seraphim Call como Shion Murasame.
- Super Doll★Licca-chan como Tomonori Fujitani.
- Series Super Robot Wars como Sleigh Presty.
- Vampire Princess Miyu como Miyu.
- Series Variable Geo como Satomi Yajima.

### OVA
- Blue Submarine No. 6 como Mutio.
- Key the Metal Idol como Sakura Kuriyagawa.
- Mobile Suit Gundam MS IGLOO como Monique Cadillac.

### Drama CD
- Fushigi Yūgi Genbu Kaiden como Uruki.
- Gravitation como Reiji.
- Hayate X Blade como Miyamoto Shizuku.
- Skip Beat! como Kyōko Mogami.

### Juegos de vídeo
- Capcom vs. SNK 2 como Cammy.
- Final Fantasy X como Shelinda.
- Final Fantasy X-2 como Shelinda.
- Genji: Dawn of the Samurai como Kuyo.
- Mobile Suit Gundam: The Blue Destiny como Maureen Kitamura.
- Shadow Hearts 2 como Karin Koenig.
- Tales of Vesperia como Droite, Sodia.